# Parc de Kiba

Plan du parc

Le parc de Kiba (木場公園, kiba kōen) est un parc métropolitain de Tokyo situé dans l'arrondissement de Kōtō. Le parc comprend des pistes de jogging, des terrains de jeux, des courts de tennis, une aire de barbecue et des espaces pour des événements. Le parc est divisé en deux parties, nord et sud, reliées par une passerelle piétonnière. Le musée d'art contemporain de Tokyo se trouve dans le parc.

## Histoire
En 1969, la ville de Kiba relocalise ses industries du bois et transforme l'emplacement actuel en un parc arboré.

## Accès
L'entrée est gratuite. Le parc est à proximité de la station de métro Kiba sur la ligne Tōzai.